# Secrétaire général de la Francophonie
Le secrétaire général de la Francophonie est une personnalité qui dirige l'Organisation internationale de la francophonie. La fonction a été créée en 1997 au VIIe sommet de la francophonie à Hanoï.
L'actuelle titulaire du poste est la Rwandaise Louise Mushikiwabo depuis le 1er janvier 2019.

## Élection
Le secrétaire général est élu pour un mandat de quatre ans par les chefs d’État et de gouvernement des pays membres de l'organisation réunis à l'occasion d'un sommet. Le mode de désignation se fait généralement par consensus. Son mandat peut être renouvelé sans limite.

## Fonctions
Le secrétaire général dirige l’Organisation internationale de la francophonie (OIF) dont il est le représentant légal. Il nomme l’administrateur de l’OIF qui exerce ses fonctions par délégation. L’OIF est le pivot du système multilatéral francophone, associant le pouvoir d’initiative politique du secrétaire général aux actions de coopération.
Le secrétaire général assure un lien direct entre les instances et le dispositif opérationnel de la francophonie. Il est responsable du secrétariat des sessions des instances de la francophonie, il préside le Conseil permanent de la francophonie (CPF) qu'il réunit, et il siège de droit à la Conférence ministérielle de la francophonie (CMF).
Le secrétaire général conduit l’action politique de la francophonie, dont il est le porte-parole et le représentant officiel au niveau international. Dans le domaine de la coopération, il est responsable de l’animation de la coopération multilatérale francophone et préside à ce titre le conseil de coopération qui regroupe l'administrateur de l’OIF et les responsables de l’Assemblée parlementaire de la francophonie (APF) et des opérateurs spécialisés (AUF, TV5, AIMF, université Senghor). Il est représenté dans les instances des opérateurs.
Le secrétaire général propose la répartition du Fonds multilatéral unique et ordonne son affectation.

## Liste des secrétaires généraux
| No | Portrait | Nom                   | Pays                     | Date de naissance (et de décès)    | Mandat                              | Note |
| -- | -------- | --------------------- | ------------------------ | ---------------------------------- | ----------------------------------- | --- |
| 1  |          | Boutros Boutros-Ghali | Égypte                   | 14 novembre 1922 - 16 février 2016 | 16 novembre 1997 - 31 décembre 2002 | Élu le 16 novembre 1997 lors du VIIe Sommet de la francophonie à Hanoï au Viêt Nam, premier titulaire de la fonction. |
| 2  |          | Abdou Diouf           | Sénégal                  | 7 septembre 1935                   | 1er janvier 2003 - 31 décembre 2014 | Réélu, le 29 septembre 2006, pour un deuxième mandat lors du XIe Sommet de la francophonie à Bucarest en Roumanie, réélu une troisième fois lors du XIIIe Sommet à Montreux, jusqu'au 31 décembre 2014.                                             |
| 3  |          | Michaëlle Jean        | Canada Haïti (naissance) | 6 septembre 1957                   | 1er janvier 2015 - 31 décembre 2018 | Élue le 30 novembre 2014 lors du XVe Sommet de la francophonie à Dakar, première femme à exercer cette fonction. Son mandat commence au 1er janvier 2015. Elle n'est pas reconduite dans ses fonctions lors du sommet d'Erevan, le 12 octobre 2018. |
| 4  |          | Louise Mushikiwabo    | Rwanda                   | 22 mai 1961                        | Depuis le 1er janvier 2019          | Élue le 12 octobre 2018 lors du XVIIe Sommet de la francophonie à Erevan et réélue le 20 novembre 2022 lors du XVIIIe Sommet de la francophonie à Djerba.                                                                                           |